# Hajnóczy Soma
Hajnóczy Soma (Budapest, 1985. április 29. –) magyar ezüst érdemkereszt díjas kétszeres bűvészvilágbajnok, stand-up humorista.

## Élete
Édesapja üzletember, a Jövő Háza és a Millenáris korábbi ügyvezetője, a Kontroll Csoport szaxofonosa. Édesanyja pszichológus. Hatéves korától foglalkoztatja a bűvészet, miután megkapta első bűvészdobozát. 15 évesen megnyerte az országos bűvészverseny junior kategóriáját.
Szakterülete a színpadi bűvészet. Műsorainak fő célja, hogy olyan élményt nyújtson a nézői számára, amilyenben eddig még soha nem volt részük. Soma előadásainak különlegessége az alábbiakban rejlik:
Lételeme a zene, gitározik, zongorázik és imádja a ritmusokat. A zenét sajátságos módon építi bele a műsoraiba. Maga írja és vágja a zenéit. Képes több száz hangeffektet megjegyezni, amikkel együtt mozog a színpadon. 2014-ben közös produkciója volt a Győri Filharmonikusokkal, ahol bűvészkedés mellett egy 4 tételes művet írt vonósokra, amit a zenekar Soma bűvészetét kísérve adott elő.
Ötvözi a bűvészetet a stand-up comedy műfajával, ennek köszönhetően fellépései nem csak a képzeletre hatnak, hanem a nevetőizmokra is. Rendszeres fellépője a Showder Klub TV-műsornak és a Dumaszínháznak. Legújabb műsorszámában, a Hétköznapi Szuperhősökben e kettő stílus ideális harmóniában jelenik meg.
Régi mutatványokat gondol újra, ahogy ez látható is volt világbajnoki műsorszámában, melyben mobiltelefonokkal bűvészkedett, elsőként a szakmájában.
Két társasjátékot is tervezett a Fröccsöt és a Dűlőre Jutunk-at, de Ő maga nem iszik alkoholt.

## FISM – Bűvész Világbajnokság
Világbajnoki Grand Prix díj: 2009-ben nyerte el a Phone Act műsorszámával színpadi általános bűvészet kategóriában a világbajnoki címet, és a háromévente megrendezett világbajnokság abszolút nagydíjas bűvésze is ő lett.
2015-ben a 26. Bűvész Világbajnokságra a Fédération Internationale des Sociétés Magiques őt kérte fel a FISM egyik zsűritagjának. A felkérésnek eleget téve, Soma volt az első magyar és egyben a Világbajnokság történelmében az eddigi legfiatalabb zsűritag, akit megtiszteltek ezzel a pozícióval.

## Díjak, győzelmek, elismerések
Soma 2000-ben kezdett el versenyezni, és azóta több mint 30 nemzetközi díjat és elismerést gyűjtött be. A bűvészettörténelem egyik legfiatalabb előadója, aki magáénak tudhatja a világbajnoki Grand Prix díjat.

### Fontosabb díjak[3]
- 2021 – Magyar Ezüst Érdemkereszt[4]
- 2021 – A bűvész világszövetség (FISM) elnökségi tagjává választják
- 2015 – Minden idők legfiatalabb világbajnoksági zsűritagjává választják

- 2015 – Sikeres Guinness Világrekord – A legtöbb bűvész egy műsorban

- 2011 – Merlin Awards – 2011 Legeredetibb bűvésze

- 2010 – Porond csillaga díj – Fővárosi Nagy Cirkusz

- 2009 – Bűvész Oszkár – Mandrakes d'Or

- 2009 – GRAND PRIX díj győztese a pekingi bűvész világbajnokságon[5]

- 2009 – Világbajnoki cím általános bűvészetben

- 2009 – Las Vegas-i Arany Oroszlán díj

- 2009 – A híres svájci Aranykarikák verseny győztese

- 2008 – Éves olasz bűvész bajnokság – 1. Helyezett

- 2007 – Magyarország – kategória első helyezett és Grand Prix díj

- 2007 – Joker Magic day – Arany varázspálca díj

- 2007 – Svájc – 1. Helyezett és Grand Prix díj

- 2006 – Magyarország – kategória 1. helyezett és Grand Prix díj

- 2006 – Szlovénia – Maribor – 2. helyezett

- 2006 – Franciaország – FFAP – 3. helyezett

- 2005 – Magyarország – kategória 1. helyezett és Grand Prix díj

- 2004 – Pozsony – 1. Helyezett manipulációban és Grand Prix díj

- 2004 – Szlovénia – Magibor – 2. helyezett

- 2004 – Magyarország – kategória 1. helyezett és Grand Prix díj

- 2003 – Meghívás az SAM (Society of American Magicians) éves versenyére

- 2000 – Budapest – Junior bűvészet 1 helyezett

## Illúzió Mesterei bűvész show[6]
Küldetésének tartja, hogy a bűvészetet mint szórakoztató műfajt népszerűsítse Magyarországon. Kelle Botond kollégájával nagyszabású bűvész show-t, az Illúzió mestereit minden évben megrendezik Budapesten,és más városokban. A hatalmas sikerű produkcióban Soma főszervezőként, kreatív producerként és fellépőként is részt vett. A nagyszabású bűvészműsort a tervek szerint az elkövetkező évek során is meg fogják rendezni.

## Emlékezetes fellépések
Soma az elmúlt évek alatt több mint 40 országban járt már, és több száz fellépésen van túl.
- 2012-ben a blackpooli operaházban, Európa legnagyobb színháztermében tartott előadást;
- 2013-ban Hollywoodban az amerikai bűvészszövetség éves díjátadó gáláján Niel Patrick Harrissel (Az így jártam anyátokkal c. sorozat sztárjával) lépett fel;
- 2013-ban Dél-Koreában;
- 2014-ben fellépett a kínai újévi tévéműsorban, amit közel 100 millió ember nézett;
- 2015-ben Kínában az egyik előadását a kínai alelnök és a kulturális miniszter is végignézte.

## Motivációs beszédek, előadások
2011-ben Semmi sem lehetetlen előadás címmel Hajnóczy Soma tartotta a TEDx-en a záróbeszédet. Azóta is motivációs beszédeket és prezentációs tréningeket tart céges eseményeken, nyílt napokon, sportolók felkészítésén és más eseményeken. Emellett rendszeresen tart bűvészkongresszusokon szemináriumokat a zene és a bűvészet kapcsolatáról.

## Könyvei
- Hajnóczy Soma – Kelle Botond: Elképesztő trükkök hétköznapi tárgyakkal. Budapest: HVG Könyvek. 2019.  ISBN 9789633048597